# تقدم بشري
هناك العديد من برامج التقدم البشري في جميع أنحاء العالم، والتي تهدف بصورة أساسية إلى تحسين حياة الأشخاص في المجتمعات الفقيرة. كذلك، يهتم التقدم البشري بإحداث تغييرات في المجتمع تهدف إلى تحسين مستوى معيشة الأفراد وضمان نموهم العقلي والعاطفي والروحي من خلال تحسين مستوى التعليم، وتقدير الثقافة، وتعزيز مواطن القوى والصفات الخاصة في الأفراد، وتطوير مجالات العلوم والتقنيات، فضلًا عن تقليل مستوى التهديدات التي يتعرض لها الجنس البشري.

## وصلات خارجية
- Rockefeller Brothers Fund website